# Rallye automobile
Pour les articles homonymes, voir Rallye.

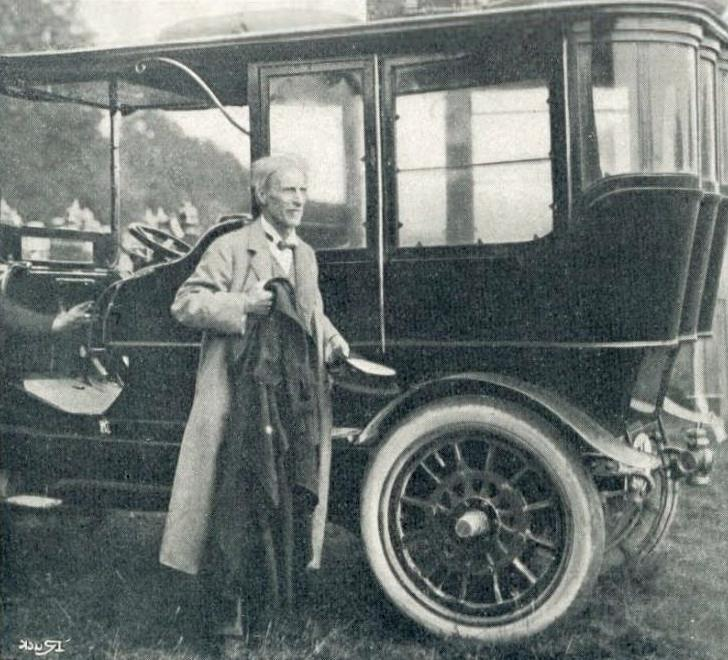
Le professeur Hubert von Herkomer, instigateur en 1905 de la première course de rallye régulièrement disputée (en été, dite Herkomer-Konkurrenz).

Le rallye est une discipline de sport automobile. Initialement défi de rassemblement[Quoi ?] pour aristocrates aisés (« rallier » un lieu, verbe repris par les Anglo-Saxons qui en ont fait « rallye »), la discipline a beaucoup évolué pour devenir une course de vitesse. Les rallyes modernes ont pour particularité de ne pas se pratiquer sur un circuit mais sur des routes fermées au public pour l'occasion. Les épreuves se déroulent sur différents types de terrain (terre, neige, asphalte, etc), et sont composées de plusieurs étapes (parfois courues de nuit), avec une suite d'épreuves allant d'un point à un autre. Les épreuves chronométrées sont appelées épreuves spéciales, les parties non chronométrées sont appelées étapes de liaison.
Les véhicules utilisés sont généralement des voitures de production (en l'occurrence des modèles de série dits voitures de tourisme) modifiés suivant les possibilités offertes par le règlement. Le pilote du véhicule est assisté par un copilote qui lui annonce les caractéristiques de la route à l'avance. Le gagnant est généralement déterminé par l'addition des temps pour effectuer les épreuves spéciales, bien que dans certains rallyes le gagnant soit déterminé par un temps idéal pour effectuer les épreuves spéciales.

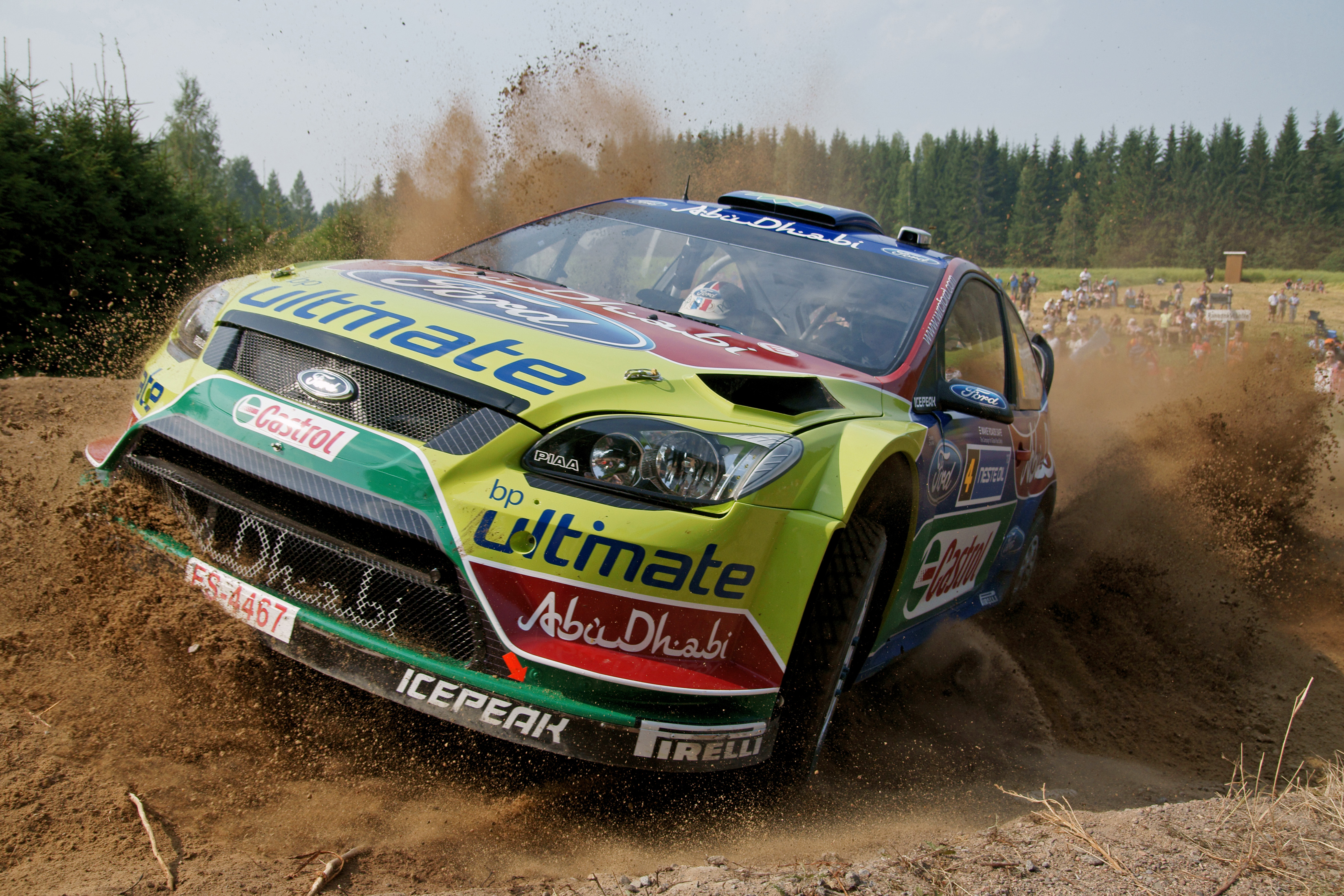
Jari-Matti Latvala au Rallye de Finlande en 2010.

## Histoire

### Les balbutiements

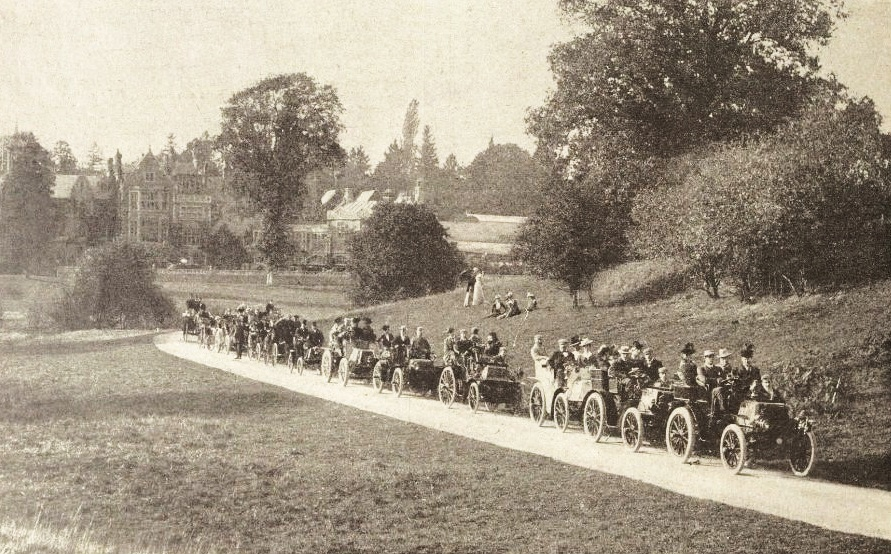
Promenade Londres-Southsea, à vitesse bridée au Royaume-Uni (1901).

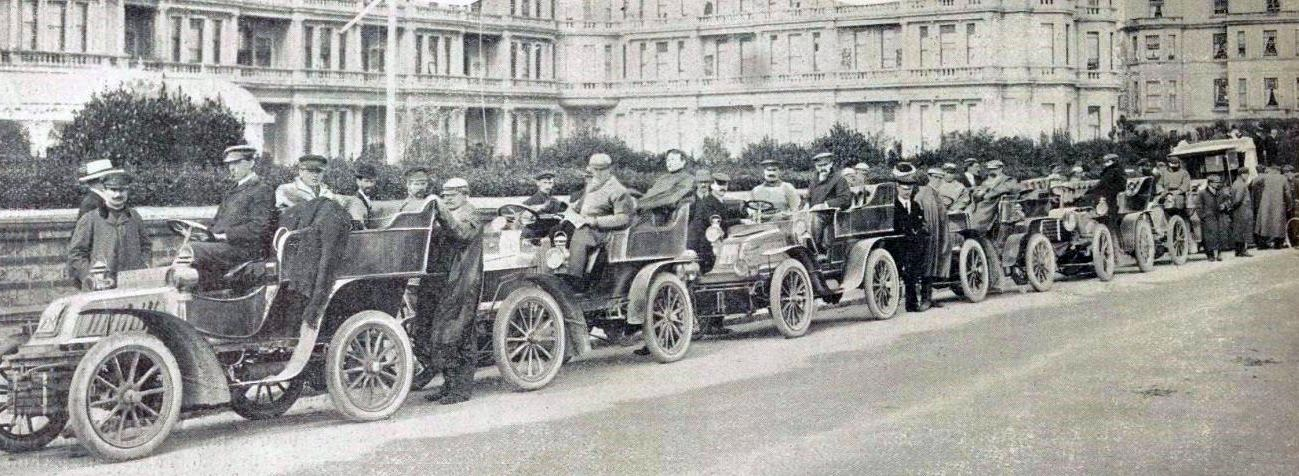
1000 miles du reliability trails d'Eastburnes (1903).

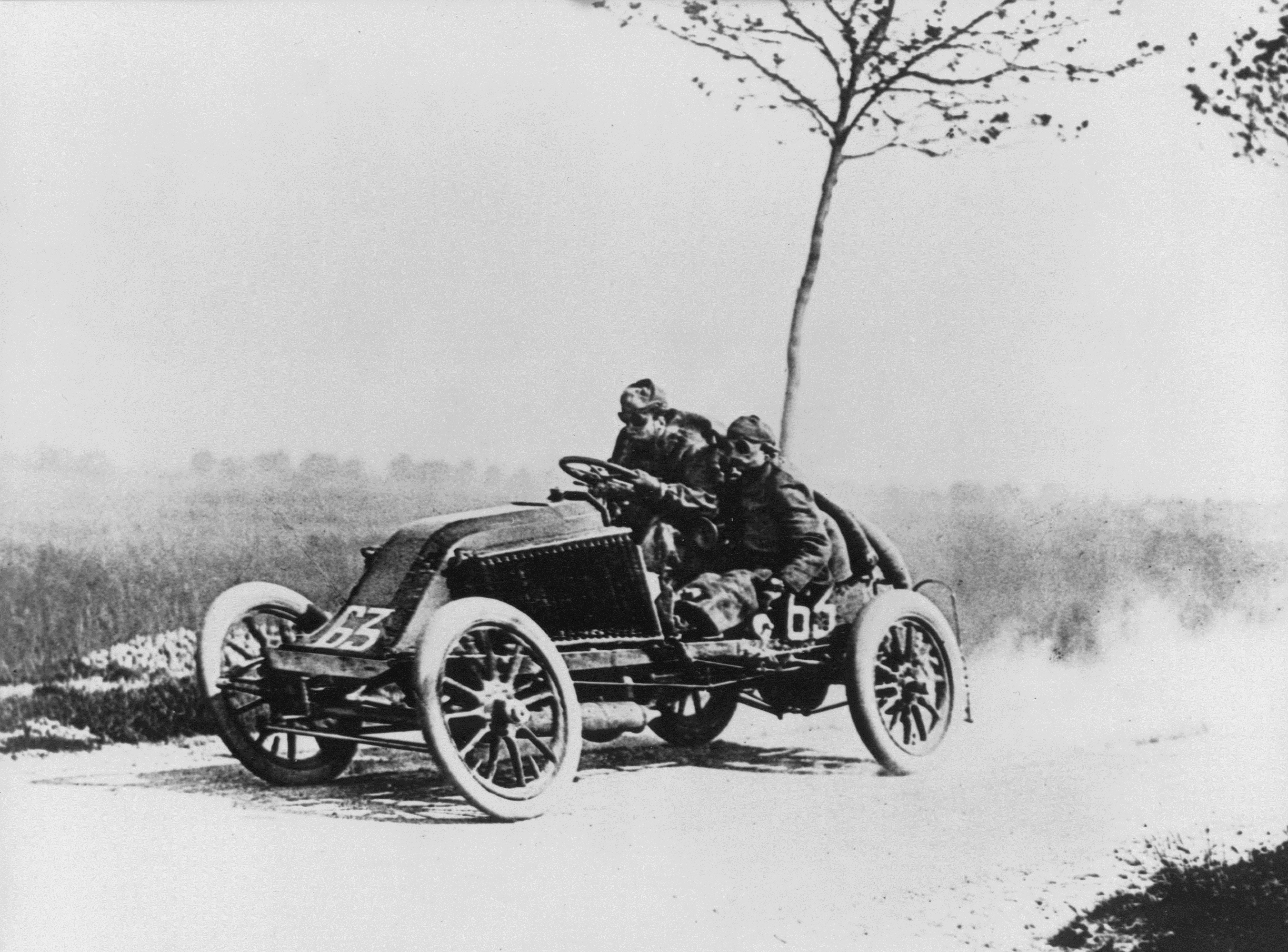
Marcel Renault lors de la course Paris-Madrid de 1903, durant laquelle il meurt.

Depuis leur naissance au début du XXe siècle, la finalité et les règles des épreuves de rallye ont été en continuelle adaptation ; il est d'ailleurs difficile de donner une date précise de la création de cette discipline. De manière générale, la tendance au cours des décennies a été à une professionnalisation des pilotes et constructeurs, ainsi qu'à une organisation plus claire, moins improvisée.
Le concept de courses sur route, alors principalement de ville à ville, remonte à 1894 avec l'organisation d'un Paris-Rouen. Les premières épreuves automobiles ne récompensent pas toutes la vitesse (comme le Rallye-paper de La Vie au Grand Air en décembre 1898, sa seconde édition en juin 1899, le Rallie-Papier, étant devenue une véritable course, cependant d'un seul tenant -remportée une fois encore par René de Knyff-) ; la première compétition de vitesse effective a lieu en 1895 avec le Paris-Bordeaux-Paris. Ces courses se déroulent sur routes ouvertes, entre grandes villes (à cette époque, le faible nombre d'automobiles sur les routes semblait le permettre), et sont courues par de riches aristocrates amateurs de la nouvelle technologie automobile (tel le Moscou–Saint-Pétersbourg de 1899), et recherchant des défis et des aventures. Certains considèrent alors que la course et la construction des automobiles vont de pair (comme De Dion, Renault...), d'autres constructeurs considèrent les courses comme inutiles et dangereuses. De gros problèmes de sécurité apparaissent en effet, dus à la présence grandissante de spectateurs, au mauvais état des routes, à la sécurité totalement inexistante, et des courses semées d'accidents, parfois mortels, telle que Paris-Madrid en 1903, pousse à la fin des épreuves sur routes ouvertes entre villes. Sont donc créées des épreuves sur routes fermées, formant de longues boucles autour des villes, et dont le prototype semble être le Circuit des Ardennes, créé en 1902. Par la suite, des circuits automobiles sont construits spécialement pour les courses, où sont organisés les « Grands Prix ». De 1905 à 1907 est organisée malgré tout sur route en Allemagne une course par étapes sur six journées, la Herkomer-Konkurrenz (de), ainsi qu'en 1905 la Wien-Warsaw-Wien entre l'empire austro-hongrois et l'empire russe, durant quatre jours. La France et la Suisse connaissent durant la même période 1905-07 la Coupe Rochet-Schneider sur routes fermées (Perret vainqueur des deux premières éditions, sur Peugeot 18 hp) et la course par étapes de la Coupe des Pyrénées 1905. Des « rallyes-raids de régularité » apparaissent aussi à l'étranger, en Asie (Delhi-Bombay en 1904) et en Océanie (Sydney-Melbourne en 1905, un mois et demi plus tard). Les Anglais courent sur routes fermées (RAC Tourist Trophy, Graphic Trophy), les américains désormais sur des ovales, essentiellement.
Les premiers rallyes-raids « Marathons » et rallyes apparaissent cependant entre 1907 et 1911 (Pékin-Paris (1907), New York-Paris (1908), Saint-Pétersbourg-Moscou (1907, remporté par Arthur Duray, et 1908, remporté par Victor Hémery), Rallye autrichien des Alpes (1910), Monte-Carlo (1911)). La notoriété médiatique des épreuves transeuropéennes des années 1907 et 1908 concourt ainsi elle aussi à sa façon au développement et à la modernisation du réseau routier de plusieurs pays, tant sur l'ancien que sur le nouveau continent.
Le terme effectif de « rallye » appliqué au sport automobile fait son apparition en 1911 avec la première édition du Rallye automobile Monte-Carlo, alors organisée pour faire la promotion du casino de Monte-Carlo (dès l'année suivante apparait d'ailleurs l'éphémère Rallye de Saint-Sébastien, au mois d'octobre, là encore pour faire l'éloge d'un casino !). À l'époque, l'épreuve monégasque ne consiste pas en une course de vitesses, car le but des concurrents est de partir depuis leur propre ville européenne, pour rejoindre la ville de ralliement. La difficulté de l'épreuve est alors de réussir à rallier la ville d'arrivée sur routes défoncées, en utilisant des voitures relativement fragiles, le tout malgré les conditions atmosphériques parfois difficiles. C'est ce but de rassemblement qui donna le nom à la discipline, en empruntant le verbe anglais to rally. Les concurrents sont départagés à leur arrivée en fonction de leur respect de la moyenne horaire imposée, de leur réussite lors de petites épreuves, ou de l'élégance de l'équipage. Ce « Monte-Carlo », qui devient annuel à partir de 1924 puis traverse toutes les époques, est devenu l'une des courses les plus réputées de la discipline depuis plusieurs décennies désormais. Dans son sillage naissent d'autres épreuves disputées elles aussi régulièrement de façon annuelle : le rallye d'Ostende (1913 et 1914, interrompu par la guerre,), le Tour de Catalogne (entre 1916 et 1920), la Coppa delle Alpi (1921, à la mi-août en Italie du nord pour au moins cinq saisons), le Rallye de Pologne (1921 également), le Rallye Sanremo (1928), le Rallye Paris - Saint-Raphaël Féminin (1929, singulier alors), le Circuit d'Irlande (1931, dit The Circuit), et le Rallye d'Écosse (1932). Le Rallye du RAC (Pays de Galles/Royaume-Uni) voit lui aussi le jour dès 1932, tout comme le Rallye des Alpes françaises d'ailleurs (une émulation -pour l'instant pacifique- existe entre les divers pays de la zone transalpine grands ou plus petits, où naissent et disparaissent encore d'autres courses). En Italie, l'épreuve des Mille Miles (mixte, sur portions routières et circuits) existe alors depuis déjà cinq années, car créée en 1927.

### Les débuts du rallye moderne

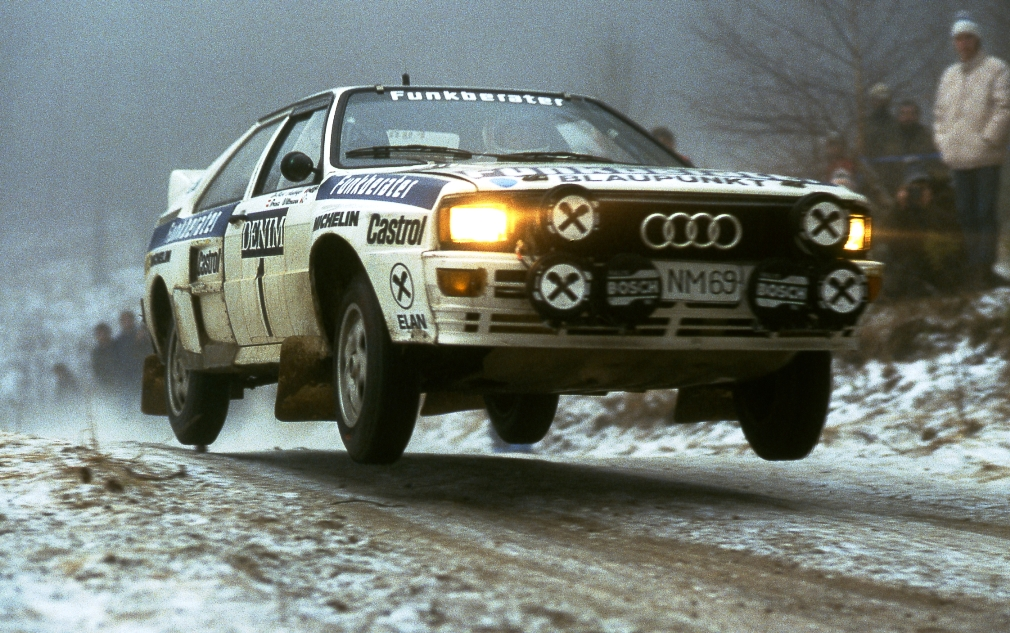
Une Audi Quattro A1 lors du rallye d'Autriche 1984

Initialement courues par des aristocrates ou gens aisés, puis par des pilotes privés à bord de leurs voitures personnelles, le rallye commence à intéresser les marques automobiles à partir des années 1950. Celles-ci se contentent alors de prêter des voitures aux différents pilotes free-lance, qui peuvent changer de modèle au cours des épreuves : les constructeurs ne participent de toute façon qu'aux rallyes qui leur semblent pouvoir être remportés ou qui sont promotionnellement intéressants, et laissent les autres épreuves aux concurrents. Les victoires ne sont d'ailleurs pas forcément remportées par les plus rapides ; devant l'hétérogénéité des voitures participantes, une multitude de règles distribuent des pénalités pour tenter d'aplanir les différences de compétitivités supposées, et les organisateurs hésitent encore souvent entre privilégier la seule performance, ou bien l'endurance et la régularité ponctuées par des gymkhanas (en) et des épreuves d'accélération (sprints)-freinage et de maniabilité (slaloms, créneaux).
Au cours des années 1960 ont lieu des transformations qui augurent les rallyes « modernes » : les constructeurs et pilotes, dans une optique plus professionnelle de la course, tentent d'améliorer leurs chances de réussite en posant les bases de l'assistance (Renault et Mini Cooper) ; ils organisent les reconnaissances et inventent les notes dictées par les copilotes (René Trautmann et Citroën pour l'exemple). La fin des années 1960 est aussi la fin des longues courses sur route ouverte, changement nécessaire face au développement de la circulation. Les rallyes sont alors tous composés d'épreuves chronométrées (les « spéciales ») et « d'étapes de liaison ». Les courses deviennent un sport (aux victoires « scratch ») pour marques automobiles (« équipes officielles ») et pilotes professionnels (« pilotes d'usines ») ou amateurs (les « privés ») poussés par le spectacle et l'aventure. Pour la France les services compétition de Renault et Citroën, les plus impliqués, sont alors respectivement dirigés par François Landon -depuis la création en 1951, puis Jacques Féret-, et René Cotton ; le temps des « gentlemen drivers » est maintenant révolu. Les distances à parcourir augmentent aussi pour déplacer la difficulté sur la résistance homme/matériel, avec des courses qui peuvent se dérouler sur des milliers de kilomètres (les « marathons » routiers). Cette tendance durera jusqu'au milieu des années 1980, quand la difficulté se focalisera sur la vitesse pure.
Les rallyes auparavant dispersés sont progressivement rassemblés en championnats par la FIA, d'abord au niveau européen, avec la création du « championnat d'Europe des pilotes » en 1953, puis du « championnat d'Europe des marques » en 1968. S'ensuit une ouverture à l'international, avec la création du « championnat international des marques » en 1970, qui devient par la suite le « championnat du monde des constructeurs » en 1973, et le « championnat du monde des pilotes » en 1979. L'organisation de championnats est un des facteurs qui attirent les constructeurs et augmentent la professionnalisation des courses : les premières voitures conçues spécialement pour le rallye apparaissent. La première est la Lancia Stratos, qui gagne 3 championnats consécutifs, face à une concurrence qui reste assez hétéroclite. Après quelques années toutefois, les constructeurs comprennent que l'effet publicitaire est meilleur lorsque ce sont des modèles de série qui gagnent.

### Les excès du groupe B

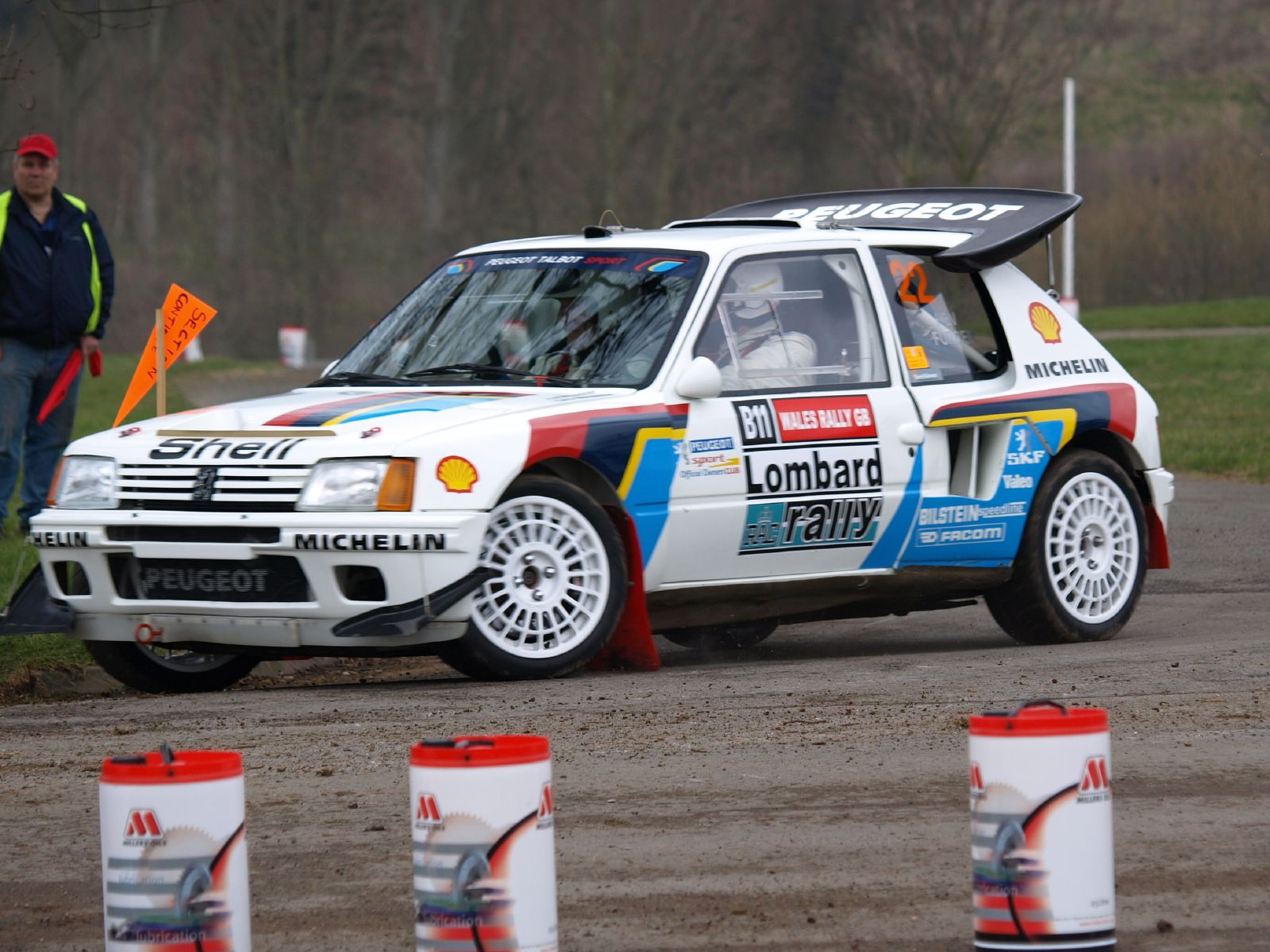
Une Peugeot 205 T16 EVO 2 lors d'un rallye historique

Au fil des ans, les marques automobiles innovent et de nouvelles techniques apparaissent, à l'exemple des turbos et des 4 roues motrices, efficaces à la fin des années 1970. En 1982, un règlement remanié et une nouvelle catégorisation des participants entrent en vigueur : le groupe B, au règlement permissif et peu sécuritaire, devient la catégorie phare du championnat.
Pour profiter pleinement de ce nouveau règlement, les constructeurs conçoivent à nouveau des modèles spécifiques aux rallyes : la Lancia 037 pour commencer, est prometteuse mais c'est Peugeot qui est le premier à l'exploiter pleinement. Sa 205 T16 (qui n'est une 205 qu'en apparence pour des raisons publicitaires), débute par cinq courses en 1984 puis remporte les championnats de 1985 et 1986. Les autres constructeurs suivent, les performances et la puissance s'envolent, avec des voitures qui dépassent 400 chevaux pour moins d'une tonne. Ces nouveaux et spectaculaires bolides provoquent un regain de popularité qui mène, lui aussi, aux excès : la foule est massée sur le bord des routes, sans que les organisateurs n'aient prévu de zone de sécurité ; les spectateurs forment parfois des barrages qui s'ouvrent au dernier moment pour le passage des voitures. Les conditions sont telles qu'une série d'accidents mortels débute en 1985 : au tour de Corse, Attilio Bettega se tue au volant d'une Lancia 037 ; en Argentine, Ari Vatanen sur 205 T16, est gravement blessé. En 1986, une Ford RS200 sort de la route au Portugal et tue trois spectateurs ; Henri Toivonen et Sergio Cresto meurent au Tour de Corse, dans l'incendie de leur Lancia Delta S4 qui s'est déclaré après une sortie de route.
Ce dernier accident convainc la FIA de supprimer le groupe B dès la saison suivante ; le groupe A, plus mesuré, doit le remplacer comme catégorie phare mais ce brusque changement de réglementation prend les constructeurs de court, perturbant ainsi le championnat de 1987 ; seul Lancia s'en sort bien, possédant un modèle adapté avec sa Delta HF 4WD.
La fin des années 1980 et le début des années 1990 voient l'émergence d'écuries japonaises avec Toyota, Mitsubishi, Subaru, etc. Par ailleurs, la disparition du groupe B n'empêche pas la course technologique et budgétaire de reprendre, et les règlements doivent changer à nouveau pour niveler les disparités entre équipes en limitant notamment les reconnaissances et l'assistance technique. Conséquence directe de la perte de popularité de la discipline : entre 1994 et 1996, pour réduire les coûts, le nombre de manches du championnat doit être limité, et des rallyes auparavant annuels ne sont courus que certaines années.

### Les rallyes après l'an 2000

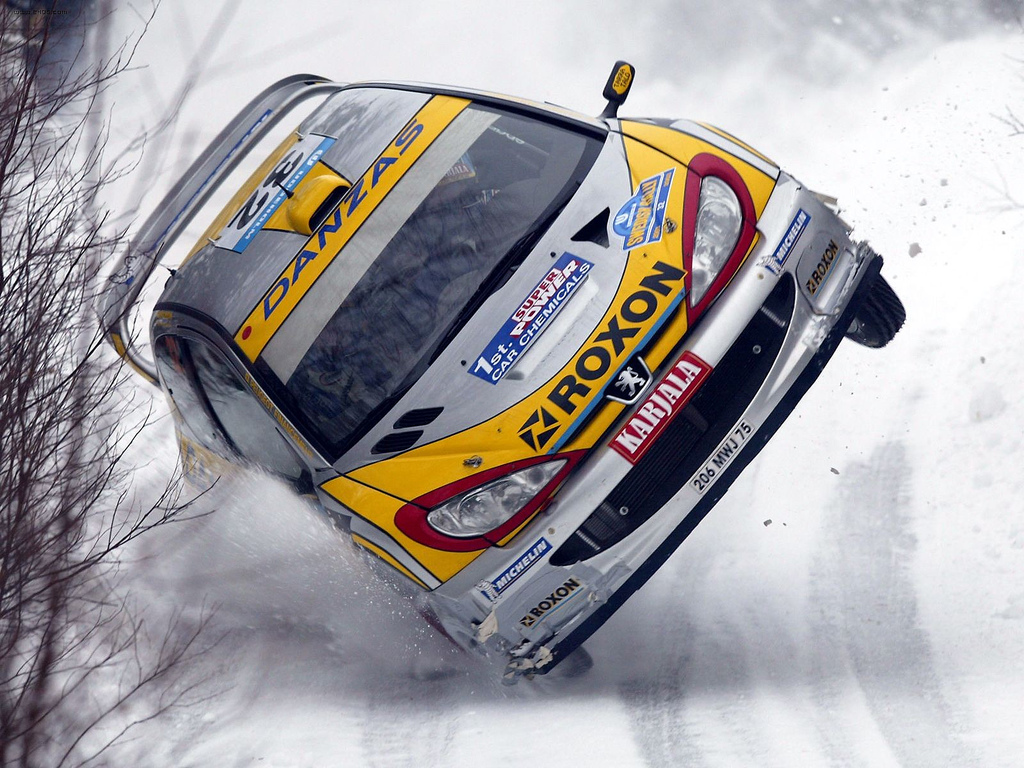
Accident du finlandais Juuso Pykälistö au volant de sa 206 WRC lors du rallye de Suède 2006

Dans les années 1990, la World Rally Teams Association, une association gérée par David Richards, édite un document qui analyse la discipline et propose des modifications pour son futur. Ce document va initier un profond changement des règlements, avec la création de la catégorie WRC en 1997 : les véhicules engagés doivent correspondre à des modèles de grande série (d'au moins 2 500 exemplaires), mais ceux-ci peuvent être assez profondément modifiés pour la course, à condition de respecter de très nombreux règles et contrôles (limite du poids des voitures, puissance entre 320 et 330ch, assistances et reconnaissances restreintes, etc). Les constructeurs s'engagent à participer à toutes les courses sur plusieurs années, mais en contrepartie, pour les aider à participer, des exceptions au règlement peuvent être accordées, par exemple l'homologation de véhicules a priori hors règlement. Le but général est de ne plus avoir un règlement passif, mais d'avoir à la place une organisation contrôlant les coûts et les risques, assurant un certain spectacle grâce à un plateau de concurrents fourni, à la compétitivité proche, de manière à maitriser l'image médiatique du Rallye et à en profiter.
La Toyota Corolla est la première voiture conçue totalement pour ce nouveau règlement WRC.

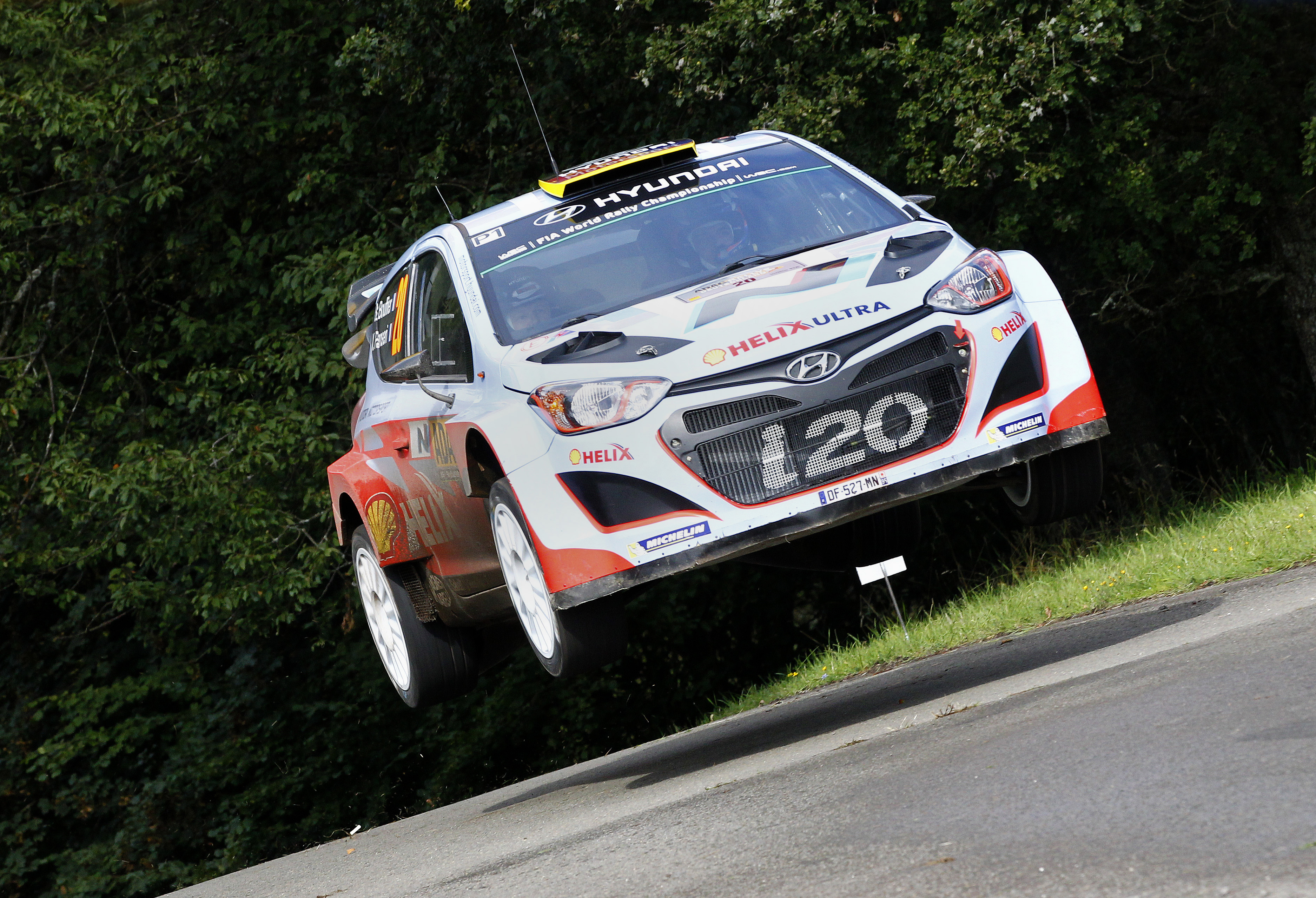
Bryan Bouffier au rallye d'Allemagne 2014 sur Hyundai i20 WRC.

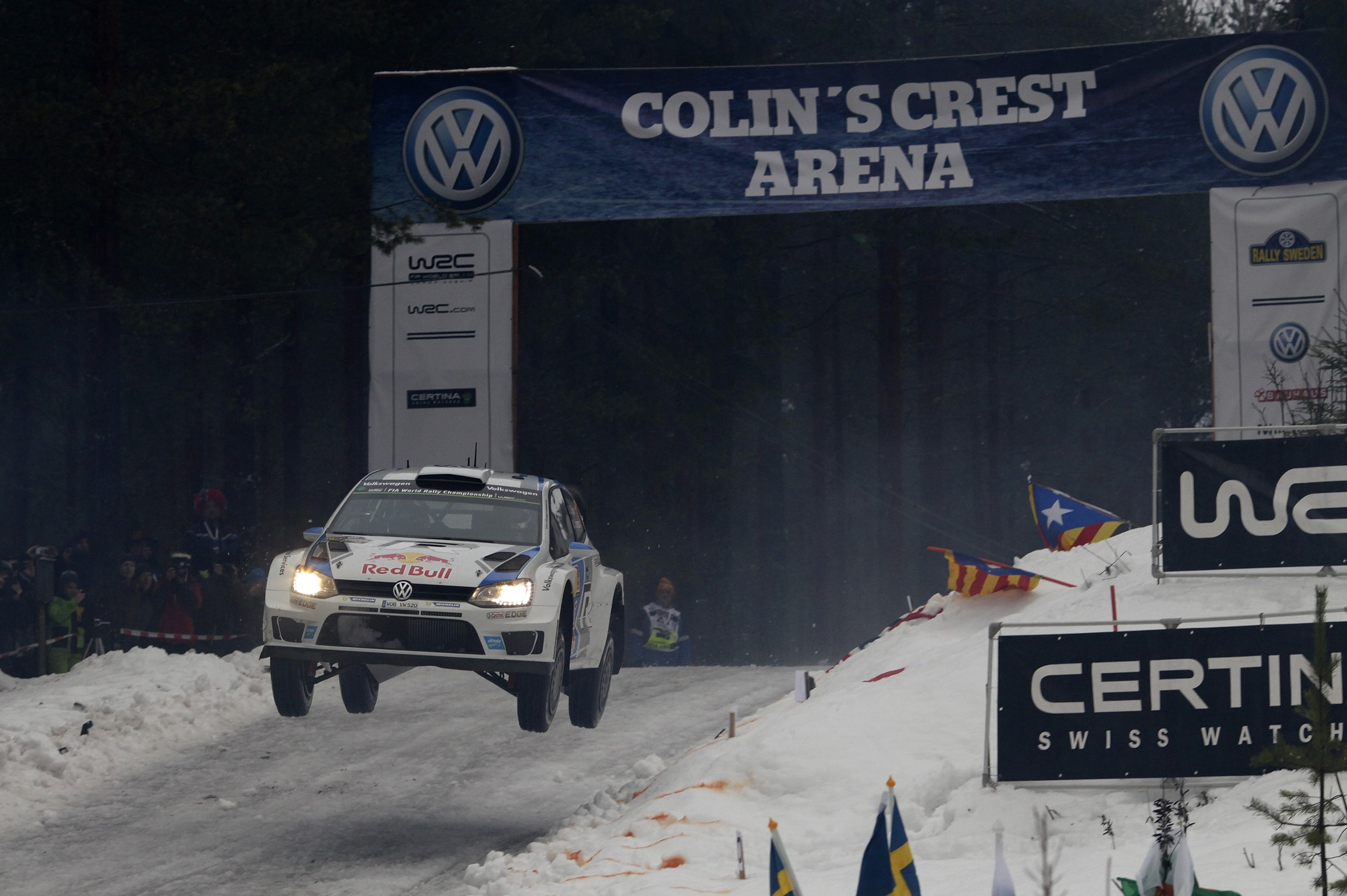
Ogier dans la Colin's Crest du rallye de Suède 2014.

#### Les championnats
Le plus important championnat est le championnat du monde des rallyes WRC (World Rally Championship), qui s'est disputé sur 13 manches en 2023.
D'autres championnats existent également, comme le WRC-2 : c'est la catégorie en dessous du WRC. Succédant en 2013 au S-WRC, elle intègre des véhicules à quatre roues motrices répondant à diverses réglementations techniques. La puissance et les performances sont contrôlées par des brides à l’admission d’air et par le poids.

Les modèles : Citroën DS3 RRC, Ford Fiesta RRC, Peugeot 208 T16 R5 (homologation au 1er mars 2014), Ford Fiesta R5, Citroën DS3 R5 (homologation au 1er mars 2014), MINI John Cooper Works RRC, Mitsubishi Lancer Evolution, Subaru Impreza WRX, Ford Fiesta S2000, Skoda Fabia S2000.
Créé en 2013, le WRC-3, remplaçant du championnat du monde des rallyes des voitures de production P-WRC, regroupe les voitures du groupe R à deux roues motrices, comme les R3, R2 et R1. Des titres pour les équipes, les pilotes et les copilotes sont décernés en prenant en compte les cinq meilleurs résultats des six rallyes auxquels ils participent. Les voitures homologuées en R3 qui sont les références de ce championnat sont les descendantes des Super 1600 qui ont permis à Sébastien Ogier, Sébastien Loeb, Kris Meeke ou Dani Sordo de débuter en Championnat du Monde.

Les modèles : Citroën DS3 R3T, Renault Clio R3 (une nouvelle version est attendue mi-2014, la R3T), Honda Civic R3 et Toyota GT86 R3 (homologuée en fin d’année 2014).
Le Championnat du monde des rallyes junior lancé en 2001 pour les jeunes pilotes.
Le championnat IRC (International Rally Challenge) a été créé en 2006, et est ouvert aux voitures répondant aux règlementations groupe N (de N3 à N4), groupe R (de R1 à R4) et groupe A (de A5 à A7), tout ceci toujours au niveau international.
En dehors des championnats internationaux, des rallyes nationaux et régionaux se tiennent également dans de nombreux pays. On citera pour l'exemple le championnat de France des rallyes.
Certains championnats peuvent être caractérisés par leur type de terrain (uniquement de l'asphalte, uniquement de la terre).
En 2015 est organisée la première FIA RGT-Cup internationale pour voitures Grand Tourisme plutôt habituées des circuits, avec deux manches du championnat du monde et trois du championnat d'Europe (François Delecour remportant ainsi la toute première sur une Porsche 997 GT3 Cup dite alors « R(pour rallye)GT », au Monte-Carlo).

#### Les dérivés du rallye
Le Rallye-raid constitue une catégorie spécifique du rallye et possède ses propres caractéristiques, comme généralement leur longueur, leur ouverture aux motos et aux camions, etc. L'épreuve référence de ce type de course est le Rallye Dakar.
La possibilité de faire courir les voitures ensemble a été permise par l'apparition des Rallycross, qui se déroulent sur des circuits (et non sur route) mélangeant portions avec asphalte et portions en terre.
Des rallyes de régularité existent encore, généralement réservés aux voitures anciennes.

## Réglementation - Définition
Depuis leurs créations, les rallyes automobiles n'acceptent pas n'importe quelle voiture ni n'importe quelle modification. Ainsi, comme dans tous les sports, l'organisateur de la compétition (ici la CSI, FISA puis FIA) prévoit une réglementation technique définissant les modèles pouvant participer aux épreuves.
La réglementation technique pour les rallyes est ainsi découpée :
- la catégorie : il existe 2 catégories :
  - la catégorie 1, basée sur des voitures de production de série (groupes A, B, N),
  - la catégorie 2, voitures construites à l'unité et uniquement destinées à la compétition (Rally1, R-GT) ;
- le groupe : il définit 
  - le type de voiture (groupe B : Voiture produites en petite série, groupe A ou N voiture de grande série),
  - le niveau de modification (groupe B ou A : fortes modifications, groupe N : plus proche série) ;
- les classes : chaque groupe est découpé en classes. La classe définit son niveau de puissance (en général par rapport à la cylindrée) ;
- les variantes : Ce sont des annexes qui permettent de plus amples modifications des voitures homologuées dans un groupe (WRC, Kit-Car, S1600, S2000, Groupe R)

Par exemple, une C3 WRC nécessite :
- une homologation en Groupe A (n°"A5769 - Citroën C3 FEEL PURETECH 110") ;
- cette homologation définie sa classe, ici avec 1'199.5cc x 1.7 (coefficient pour moteur turbo) = 2'039.1cc donc classe A8 ;
- une ou plusieurs variantes validées (Variant WRC : n°400/01 - VARIANTE KIT WRC 2017).

Chaque modèle participant à une épreuve doit avoir été « homologué » par la FIA dans un groupe et une classe.
Les modèles sont homologables dans plusieurs groupes.
Par exemple, une Peugeot 306 S16 peut être homologuée soit en Groupe A classe 7 (homologation n°5576-GroupA), soit en Groupe N classe 3 (homologation n°5576-GroupN).

## Réglementation - Évolution des homologations en WRC
| Réglementation de 1961 | Tourisme       | Tourisme | Tourisme | Tourisme                  |                              |                              |                              |                              |                              |          |          |          |          |          |          |          |          |          |          |          |          |          |          |          |          |          |          |          |          |          |          |          |          |          |          |          |          |          |          |          |          |          |          |          |          |          |          |          |          |          |          |          |          |          |          |          |          |          |          |          |          |          |          |          |          |          |          |          |
| Réglementation de 1961 | Grand Tourisme |          |          |                           |                              |                              |                              |                              |                              |          |          |          |          |          |          |          |          |          |          |          |          |          |          |          |          |          |          |          |          |          |          |          |          |          |          |          |          |          |          |          |          |          |          |          |          |          |          |          |          |          |          |          |          |          |          |          |          |          |          |          |          |          |          |          |          |          |          |          |
| Réglementation de 1965 |                |          |          |                           | Voiture de Tourisme de série | Voiture de Tourisme de série | Voiture de Tourisme de série | Voiture de Tourisme de série | Voiture de Tourisme de série |          |          |          |          |          |          |          |          |          |          |          |          |          |          |          |          |          |          |          |          |          |          |          |          |          |          |          |          |          |          |          |          |          |          |          |          |          |          |          |          |          |          |          |          |          |          |          |          |          |          |          |          |          |          |          |          |          |          |          |
| Réglementation de 1965 |                |          |          | Voiture de Tourisme       |                              |                              |                              |                              |                              |          |          |          |          |          |          |          |          |          |          |          |          |          |          |          |          |          |          |          |          |          |          |          |          |          |          |          |          |          |          |          |          |          |          |          |          |          |          |          |          |          |          |          |          |          |          |          |          |          |          |          |          |          |          |          |          |          |          |          |
| Réglementation de 1965 |                |          |          | Voiture de Grand Tourisme |                              |                              |                              |                              |                              |          |          |          |          |          |          |          |          |          |          |          |          |          |          |          |          |          |          |          |          |          |          |          |          |          |          |          |          |          |          |          |          |          |          |          |          |          |          |          |          |          |          |          |          |          |          |          |          |          |          |          |          |          |          |          |          |          |          |          |
| Réglementation de 1965 |                |          |          | Voiture de Sport          |                              |                              |                              |                              |                              |          |          |          |          |          |          |          |          |          |          |          |          |          |          |          |          |          |          |          |          |          |          |          |          |          |          |          |          |          |          |          |          |          |          |          |          |          |          |          |          |          |          |          |          |          |          |          |          |          |          |          |          |          |          |          |          |          |          |          |
| Réglementation de 1970 |                |          |          |                           |                              |                              |                              |                              |                              | Groupe 1 | Groupe 1 | Groupe 1 | Groupe 1 | Groupe 1 | Groupe 1 | Groupe 1 | Groupe 1 | Groupe 1 | Groupe 1 | Groupe 1 | Groupe 1 | Groupe 1 |          |          |          |          |          |          |          |          |          |          |          |          |          |          |          |          |          |          |          |          |          |          |          |          |          |          |          |          |          |          |          |          |          |          |          |          |          |          |          |          |          |          |          |          |          |          |
| Réglementation de 1970 |                |          |          |                           |                              |                              |                              |                              | Groupe 2                     |          |          |          |          |          |          |          |          |          |          |          |          |          |          |          |          |          |          |          |          |          |          |          |          |          |          |          |          |          |          |          |          |          |          |          |          |          |          |          |          |          |          |          |          |          |          |          |          |          |          |          |          |          |          |          |          |          |          |          |
| Réglementation de 1970 |                |          |          |                           |                              |                              |                              |                              | Groupe 3                     |          |          |          |          |          |          |          |          |          |          |          |          |          |          |          |          |          |          |          |          |          |          |          |          |          |          |          |          |          |          |          |          |          |          |          |          |          |          |          |          |          |          |          |          |          |          |          |          |          |          |          |          |          |          |          |          |          |          |          |
| Réglementation de 1970 |                |          |          |                           |                              |                              |                              |                              | Groupe 4                     |          |          |          |          |          |          |          |          |          |          |          |          |          |          |          |          |          |          |          |          |          |          |          |          |          |          |          |          |          |          |          |          |          |          |          |          |          |          |          |          |          |          |          |          |          |          |          |          |          |          |          |          |          |          |          |          |          |          |          |
| Réglementation de 1982 |                |          |          |                           |                              |                              |                              |                              |                              |          |          |          |          |          |          |          |          |          |          |          |          |          | Groupe B | Groupe B | Groupe B | Groupe B | Groupe B | Groupe S | Groupe S | Groupe S |          |          |          |          |          |          |          |          |          |          |          |          |          |          |          |          |          |          |          |          |          |          |          |          |          |          |          |          |          |          |          |          |          |          |          |          |          |          |
| Réglementation de 1982 |                |          |          |                           |                              |                              |                              |                              |                              |          |          |          |          |          |          |          |          |          |          |          |          |          | Groupe A | Groupe A | Groupe A | Groupe A | Groupe A | Groupe A | Groupe A | Groupe A | Groupe A | Groupe A | Groupe A | Groupe A | Groupe A | Groupe A | Groupe A | Groupe A | Groupe A | Groupe A | Groupe A | Groupe A | Groupe A | Groupe A | Groupe A | Groupe A | Groupe A | Groupe A | Groupe A | Groupe A | Groupe A | Groupe A | Groupe A | Groupe A | Groupe A | Groupe A | Groupe A | Groupe A | Groupe A | Groupe A | Groupe A | Groupe A | Groupe A | Groupe A | Groupe A | Groupe A | Groupe A | Groupe A |
| Réglementation de 1982 |                |          |          |                           |                              |                              |                              |                              |                              |          |          |          |          |          |          |          |          |          |          |          |          | Groupe N |          |          |          |          |          |          |          |          |          |          |          |          |          |          |          |          |          |          |          |          |          |          |          |          |          |          |          |          |          |          |          |          |          |          |          |          |          |          |          |          |          |          |          |          |          |          |

| Catégorie              | Saisons                  | Saisons                  | Saisons                  | Saisons                  | Saisons                  | Saisons                  | Saisons                  | Saisons                     | Saisons                       | Saisons                       | Saisons                       | Saisons                       | Saisons                       | Saisons                       | Saisons                       | Saisons                       | Saisons                       | Saisons                       | Saisons                       | Saisons                       | Saisons                       | Saisons                       | Saisons                       | Saisons                       | Saisons                       | Saisons                       | Saisons                       | Saisons                       | Saisons                       | Saisons                       | Saisons                       | Saisons                       | Saisons                       | Saisons | Saisons | Saisons | Saisons |  |
| Catégorie              | 94                       | 95                       | 96                       | 97                       | 98                       | 99                       | 00                       | 01                          | 02                            | 03                            | 04                            | 05                            | 06                            | 07                            | 08                            | 09                            | 10                            | 11                            | 12                            | 13                            | 14                            | 15                            | 16                            | 17                            | 18                            | 19                            | 20                            | 21                            | 22                            | 23                            | 24                            | 25                            | 26                            | 27      | 28      | 29      | 30      |  |
| ---------------------- | ------------------------ | ------------------------ | ------------------------ | ------------------------ | ------------------------ | ------------------------ | ------------------------ | --------------------------- | ----------------------------- | ----------------------------- | ----------------------------- | ----------------------------- | ----------------------------- | ----------------------------- | ----------------------------- | ----------------------------- | ----------------------------- | ----------------------------- | ----------------------------- | ----------------------------- | ----------------------------- | ----------------------------- | ----------------------------- | ----------------------------- | ----------------------------- | ----------------------------- | ----------------------------- | ----------------------------- | ----------------------------- | ----------------------------- | ----------------------------- | ----------------------------- | ----------------------------- | ------- | ------- | ------- | ------- |  |
| Réglementation de base | Groupe A                 | Groupe A                 | Groupe A                 | Groupe A                 | Groupe A                 | Groupe A                 | Groupe A                 | Groupe A                    | Groupe A - Base pour variante | Groupe A - Base pour variante | Groupe A - Base pour variante | Groupe A - Base pour variante | Groupe A - Base pour variante | Groupe A - Base pour variante | Groupe A - Base pour variante | Groupe A - Base pour variante | Groupe A - Base pour variante | Groupe A - Base pour variante | Groupe A - Base pour variante | Groupe A - Base pour variante | Groupe A - Base pour variante | Groupe A - Base pour variante | Groupe A - Base pour variante | Groupe A - Base pour variante | Groupe A - Base pour variante | Groupe A - Base pour variante | Groupe A - Base pour variante | Groupe A - Base pour variante | Groupe A - Base pour variante | Groupe A - Base pour variante | Groupe A - Base pour variante | Groupe A - Base pour variante | Groupe A - Base pour variante | A Venir | A Venir | A Venir |         |  |
| Réglementation de base | Groupe N                 | Groupe N                 | Groupe N                 | Groupe N                 | Groupe N                 | Groupe N                 | Groupe N                 | Groupe N                    | Groupe N                      | Groupe N                      | Groupe N                      | Groupe N                      | Groupe N                      | Groupe N                      | Groupe N                      | Groupe N                      | Groupe N                      | Groupe N                      | Groupe N                      | Groupe N                      | Groupe N - Base pour variante | Groupe N - Base pour variante | Groupe N - Base pour variante | Groupe N - Base pour variante | Groupe N - Base pour variante | Groupe N - Base pour variante | Groupe N - Base pour variante | Groupe N - Base pour variante | Groupe N - Base pour variante | Groupe N - Base pour variante | Groupe N - Base pour variante | Groupe N - Base pour variante | Groupe N - Base pour variante | A Venir | A Venir | A Venir |         |  |
| Kit-Car                | Extension Gr.A - Kit-Car | Extension Gr.A - Kit-Car | Extension Gr.A - Kit-Car | Extension Gr.A - Kit-Car | Extension Gr.A - Kit-Car | Extension Gr.A - Kit-Car | Extension Gr.A - Kit-Car |                             |                               |                               |                               |                               |                               |                               |                               |                               |                               |                               |                               |                               |                               |                               |                               |                               |                               |                               |                               |                               |                               |                               |                               |                               |                               |         |         |         |         |  |
| WRC                    |                          |                          |                          | Extension Gr.A - WRC     | Extension Gr.A - WRC     | Extension Gr.A - WRC     | Extension Gr.A - WRC     | Extension Gr.A - WRC        | Extension Gr.A - WRC          | Extension Gr.A - WRC          | Extension Gr.A - WRC          | Extension Gr.A - WRC          | Extension Gr.A - WRC          | Extension Gr.A - WRC          | Extension Gr.A - WRC          | Extension Gr.A - WRC          | Extension Gr.A - WRC          | Extension Gr.A - WRC          | Extension Gr.A - WRC          | Extension Gr.A - WRC          | Extension Gr.A - WRC          | Extension Gr.A - WRC          | Extension Gr.A - WRC          | WRC Plus                      | WRC Plus                      | WRC Plus                      | WRC Plus                      |                               |                               |                               |                               |                               |                               |         |         |         |         |  |
| Rally1                 |                          |                          |                          |                          |                          |                          |                          |                             |                               |                               |                               |                               |                               |                               |                               |                               |                               |                               |                               |                               |                               |                               |                               |                               |                               |                               |                               | Rally1                        | Rally1                        | Rally1                        | Rally1                        | Rally1                        | Rally1                        | A Venir | A Venir | A Venir |         |  |
| S1600                  |                          |                          |                          |                          |                          |                          |                          | Extension Gr.A - Super 1600 | Extension Gr.A - Super 1600   | Extension Gr.A - Super 1600   | Extension Gr.A - Super 1600   | Extension Gr.A - Super 1600   | Extension Gr.A - Super 1600   | Extension Gr.A - Super 1600   | Extension Gr.A - Super 1600   | Extension Gr.A - Super 1600   |                               |                               |                               |                               |                               |                               |                               |                               |                               |                               |                               |                               |                               |                               |                               |                               |                               |         |         |         |         |  |
| S2000                  |                          |                          |                          |                          |                          |                          |                          |                             |                               |                               |                               |                               | Super 2000                    | Super 2000                    | Super 2000                    | Super 2000                    | Super 2000                    | Super 2000                    | S2000 / RRC                   | S2000 / RRC                   | S2000 / RRC                   | S2000 / RRC                   |                               |                               |                               |                               |                               |                               |                               |                               |                               |                               |                               |         |         |         |         |  |
| Groupe R               |                          |                          |                          |                          |                          |                          |                          |                             |                               |                               |                               |                               |                               |                               |                               |                               |                               |                               |                               |                               | Variante R5                   | Variante R5                   | Variante R5                   | Variante R5                   | Variante R5                   | Variante R5                   | Variante R5                   | Rally2                        | Rally2                        | Rally2                        | Rally2                        | Rally2                        | Rally2                        | A Venir | A Venir | A Venir |         |  |
| Groupe R               |                          |                          |                          |                          |                          |                          |                          |                             |                               |                               |                               |                               |                               |                               |                               |                               |                               |                               |                               |                               | Variante R4                   | Variante R4                   | Variante R4                   | Variante R4                   | Variante R4                   | Variante R4                   | Variante R4                   | Rally3                        | Rally3                        | Rally3                        | Rally3                        | Rally3                        | Rally3                        | A Venir | A Venir | A Venir |         |  |
| Groupe R               |                          |                          |                          |                          |                          |                          |                          |                             |                               |                               |                               |                               |                               |                               |                               |                               |                               |                               |                               |                               | Variante R3/R2                | Variante R3/R2                | Variante R3/R2                | Variante R3/R2                | Variante R3/R2                | Variante R3/R2                | Variante R3/R2                | Rally4                        | Rally4                        | Rally4                        | Rally4                        | Rally4                        | Rally4                        | A Venir | A Venir | A Venir |         |  |
| Groupe R               |                          |                          |                          |                          |                          |                          |                          |                             |                               |                               |                               |                               |                               |                               |                               |                               |                               |                               |                               |                               | Variante R1                   | Variante R1                   | Variante R1                   | Variante R1                   | Variante R1                   | Variante R1                   | Variante R1                   | Rally5                        | Rally5                        | Rally5                        | Rally5                        | Rally5                        | Rally5                        | A Venir | A Venir | A Venir |         |  |
| R-GT                   |                          |                          |                          |                          |                          |                          |                          |                             |                               |                               |                               |                               |                               |                               |                               | Groupe R-GT                   | Groupe R-GT                   | Groupe R-GT                   | Groupe R-GT                   | Groupe R-GT                   | Groupe R-GT                   | Groupe R-GT                   | Groupe R-GT                   | Groupe R-GT                   | Groupe R-GT                   | Groupe R-GT                   | Groupe R-GT                   | Groupe R-GT                   | Groupe R-GT                   | Groupe R-GT                   | Groupe R-GT                   | Groupe R-GT                   | Groupe R-GT                   | A Venir | A Venir | A Venir |         |  |

## Groupes - Définition rapide
Les anciens groupes numérotés de 1 à 5 :
- groupe 1 : voitures de Tourisme de Série (5 000 exemplaires) ;
- groupe 2 : voitures de Tourisme spéciales avec préparation (1 000 ex.) ;
- groupe 3 : voitures de Grand Tourisme de Série (1 000 ex.) ;
- groupe 4 : voitures de Grand Tourisme spéciales avec préparation (500 ex.) ;
- groupe 5 : voitures de sport expérimentales.

Le groupe A
Basé sur des véhicules de grandes série (5000ex. puis 2500ex. en 12 mois). La préparation est importante, beaucoup de modifications sont autorisées (répertoriées dans la fiche d'homologation). Les voitures sont donc bien plus performantes.
Le groupe est subdivisé en quatre classes basées sur la cylindrée : A5, A6, A7, A8.
À partir de 1994, pour permettre de plus amples modifications aux constructeurs, de nombreuses variantes permettant encore plus de modifications sont homologuées (Kit-Car, WRC, Super1600, S2000, Groupe R, ...).
Les WRC, catégorie phare du championnat du monde de 1997 à 2021 sont basées sur ce groupe.
Le groupe B
Basé sur des véhicules de petite série (200ex. pour l'homologation initiale puis 20ex. pour les évolutions). La préparation est importante, beaucoup de modifications sont autorisées (répertoriées dans la fiche d'homologation).
À la suite d'accidents survenus en course, cette catégorie est interdite à partir de la saison 1987.
Le groupe N, basé sur des véhicules de grandes série (5000ex. puis 2500ex. en 12 mois). La préparation est moins importante, quelques modifications sont autorisées (répertoriées dans la fiche d'homologation). Les voitures sont plus proche de la série
Comme le groupe A, il est subdivisé en quatre classes : N1, N2, N3, N4.
Le groupe R, cette catégorie a été inaugurée par la FIA en 2008. Il est basé sur le groupe A, sous forme de kits vendus par les constructeurs. L'ambition de cette catégorie est de réduire les coûts. On retrouve 5 classes, basées sur la cylindrée ou le niveau de préparation : R1, R2, R3, R4 & La classe R5 fait son apparition en 2013 avec les Ford Fiesta R5 et Peugeot 208 T16.

## Au niveau national

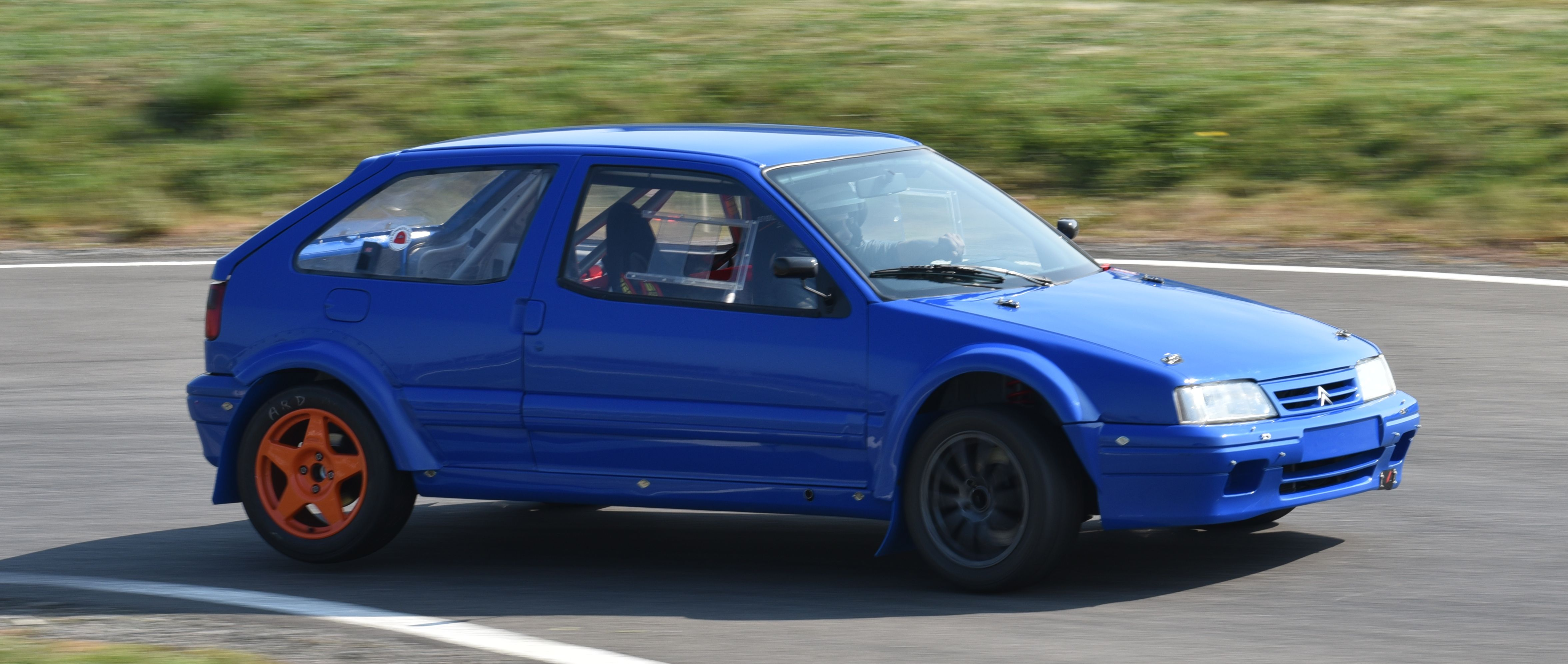
ZX F2000/14

Il existe pour chaque championnat nationaux des groupes et classes défini par l'association nationale.
Par exemple en France, la Fédération française du sport automobile a créé des groupes spécifiques pour les préparateurs et particuliers :
- le groupe F : Groupe à forte préparation destiné aux amateurs, il fut arrêté en 2003 ;
- le groupe F2000 : Groupe à forte préparation destiné aux amateurs ;
- les groupes FN/FA : Véhicules suivant les groupes A ou N mais dont les dates d’éligibilité de la FIA sont dépassées ;
- le groupe GT+ : Véhicules de compétition qui n'ont pas été homologués par la FIA (par exemple coupe de marque) ;
- le groupe FRC : Groupe créé pour la Xsara T4 (Xsara WRC qui n'était pas encore homologuée par la FIA.

Les voitures préparées dans ces groupes ne sont pas autorisées à participer aux épreuves internationales.
Le groupe F2000 ce sont des voitures bien préparées (jusqu'à 265 chevaux pour les voitures de la classe f2/14 et possédant la boite 6 séquentielle dans les classes f2-14 et f2-13) sont des voitures performantes qui, bien conduites, permettent des résultats très satisfaisants. Il est divisé en 4 classes f2/14, f2/13, f2/12 et f2/11.

## Rallyes et intérêts promotionnels

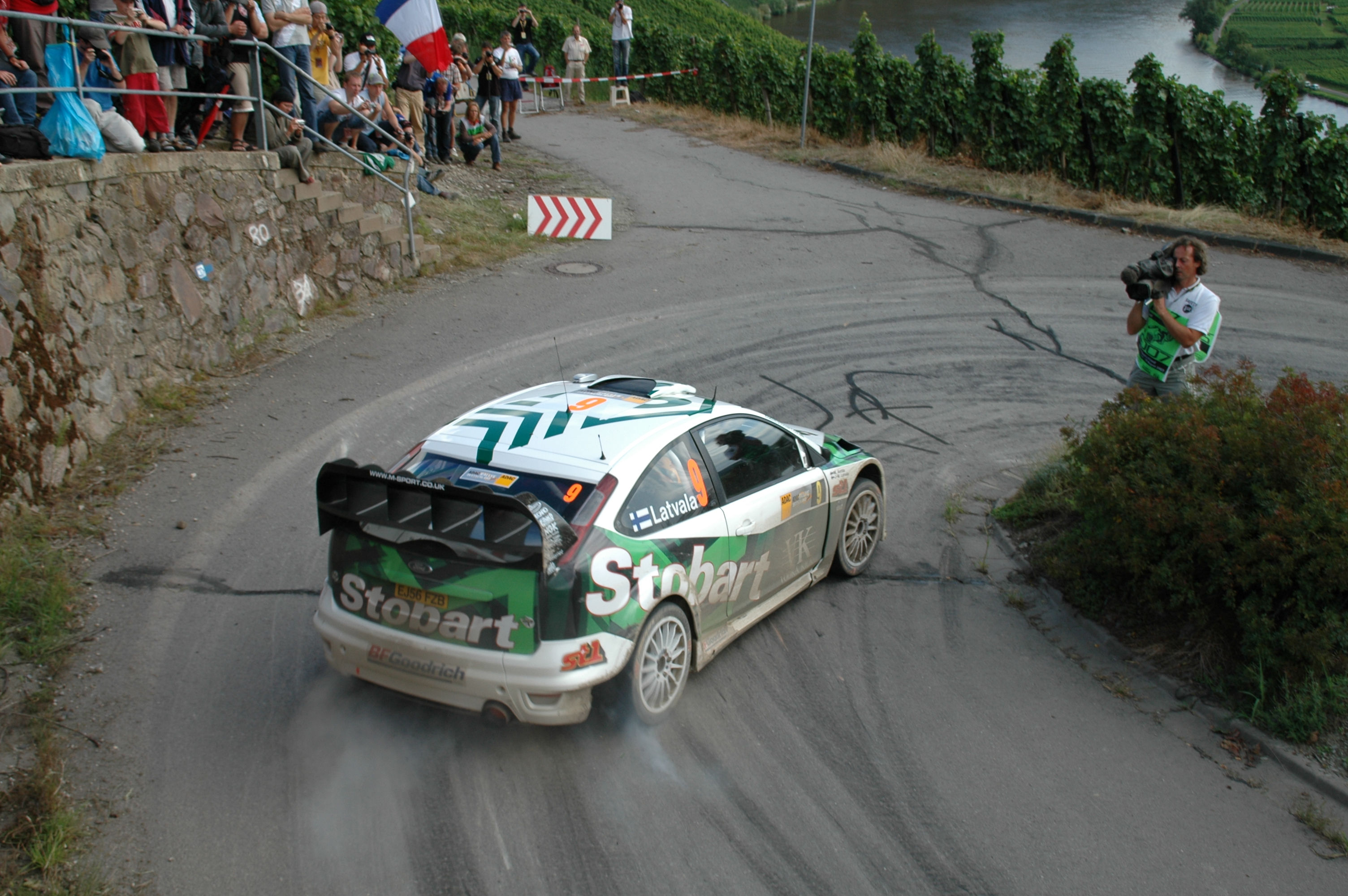
Jari-Matti Latvala sur Ford Focus Stobart lors du rallye d'Allemagne 2007

Initialement terrain d'expérimentations et d'aventures humaines pour de riches aristocrates, la compétition en rallye commence à intéresser les marques dans les années 1960 ; c'est pour elles l'occasion de montrer la valeur de leurs produits utilisés dans des conditions difficiles. Les voitures utilisées initialement sont les modèles de série, mais les constructeurs les adaptent et les améliorent pour augmenter leurs chances de victoire. Ils n'engagent alors des voitures que sur les épreuves qu'ils ont des chances de gagner, dans les pays qui les intéressent commercialement. Des prototypes et des modèles spécifiques sont alors conçus au début des années 1970, comme les Lancia Stratos, et 037, mais les constructeurs ne tardent pas à constater que l'attention du public est surtout concentrée sur le modèle qui court, plus que sur sa marque. Elles décident donc petit à petit de faire courir à nouveau des modèles de série, au tout au moins dont l'apparence est celle des modèles achetés par le public. Les Audi Quattro et Peugeot 205 en sont des exemples, puisqu'elles n'ont quasiment aucun point commun avec leurs version de série (en dehors de leur apparence), pour profiter au maximum des possibilités offertes par le règlement.
À la fin des années 1990, le règlement WRC s'oriente plus vers une médiatisation contrôlée de la discipline, prenant comme modèle la Formule 1. Par exemple, les courses se déroulent obligatoirement sur trois ou quatre jours, les spéciales sont tracées autour d'une même ville, et les voitures reviennent à un parc d'assistance à la fin de chaque journée ; ces règles doivent aider à la mise en place des médias. Les rallyes marathons qui parcouraient une région lors des décennies précédentes ne permettaient pas ce genre d'organisation. Pour autant, en 2010, les tentatives de retransmission en direct des rallyes n'a pas abouti. Les règlements assurant la participation de grands constructeurs et resserrant les résultats des compétiteurs (la lutte pour le titre se déroule régulièrement jusqu'aux dernières course, et les écarts à l'arrivée d'une épreuve ont sans cesse diminué depuis les années 1980), ont par contre permis de rendre les saisons plus attractives.
L'IRC (International Rally Challenge), créé en 2006, est un championnat dont un des axes principaux est la médiatisation ; il se présente comme « offrant un concept innovant de format TV, créé par Eurosport Events ».

## Les technologies des rallyes

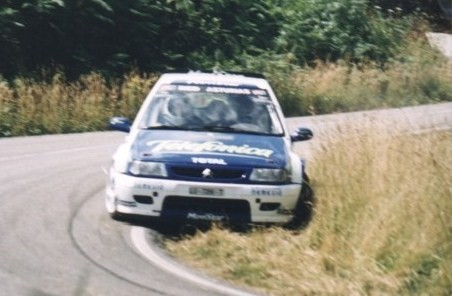
Les pneus ATS permettent de faire des trajectoires très tendues, empiétant sur les cordes (bas côtés).

L'arrivée en rallye des constructeurs et de leurs intérêts financiers a donné un coup en avant au développement des technologies : les pneus, transmissions et suspensions ont été les plus impactées. Les technologies comme les ABS ont été peu utilisées en rallye, où le blocage des roues et la glisse est un élément essentiel du pilotage.
Les pneus ont été la cible de beaucoup de progrès ; le rallye est une discipline dans laquelle les terrains rencontrés sont très variés, parfois lors d'une même épreuve. La nécessité de disposer de pneus efficaces sur neige, glace, gravier, boue, macadam, etc., a permis le développement des gommes et des sculptures. Dans les années 1980, Pirelli crée une gamme de pneus dont les flancs sont renforcés ; en cas de crevaison, la voiture n'est pas totalement immobilisée. Au rallye de l'acropole de 1987, des pneus ATS (Appui Temporaire Souple), fabriqués par Michelin, sont utilisés pour la première fois. Initialement imaginés pour les véhicules blindés, ces pneus sont remplis d'une matière caoutchouteuse comprimée sous la pression, et qui s'expand lorsque la pression d'air baisse : en cas de crevaison, le fonctionnement de la roue est assuré (sauf dans le cas où le pneu ou la jante sont totalement détruits). Cette technologie connait quelques défauts à ses débuts, la mousse ayant tendance à trop chauffer lors des courses, mais elle finit par s'imposer et est, en 2010, utilisée par toutes les écuries. L'impact de ces pneus est énorme, car les pilotes sont alors libérés de la crainte des crevaisons, et élargissent leurs trajectoires pour utiliser largement les bas côtés, là où quelques années avant, la voiture devait rester prisonnière de la route. L'efficacité de l'ATS est telle que les crevaisons deviennent invisibles : Didier Auriol, par exemple, fut le plus rapide lors de la spéciale 14 du rallye de l'Acropole 1989, alors que deux de ses pneus étaient crevés...
Une technique visible lors des courses concerne les turbocompresseurs équipant les moteurs : en 1993, Hannu Mikkola inaugure le bang bang sur sa Toyota, qui permet de supprimer le temps de réponse du turbo. Cette technique consiste, lorsque le moteur est à bas régime et que le turbo n'est donc pas efficace, à modifier l'allumage du moteur en injectant de l'essence lorsque les gaz brûlés sont expulsés. Le mélange explose ensuite dans la ligne d'échappement chauffée au rouge, et l'augmentation du débit des gaz entraine la turbine du compresseur comme si le moteur était à haut régime. L'avantage est un gain en puissance, les inconvénients sont une grande consommation d'essence et une durée de vie limitée pour la ligne d'échappement.

## Les équipages
Un équipage de rallye est composé d'un pilote et d'un copilote. Le copilote étant là pour annoncer les notes que l'équipage a pris lors des reconnaissances. Les reconnaissances se définissent de la manière suivante : l'équipage (pilote et copilote) passe sur les différentes spéciales pour prendre des notes, c'est-à-dire noter comment se présentent les différents virages. Ces reconnaissances sont faites avec des voitures de série, souvent quelques jours avant le départ du rallye. Lors des reconnaissances la vitesse est très souvent limitée (le plus souvent à 50 km/h), et le nombre de passages de reconnaissance pour une même spéciale est limité, variant selon les rallyes. En mondial on va même jusqu'à installer des balises GPS pour vérifier que cette limitation est respectée.
Le pilotage se différencie du pilotage sur circuit par la nécessité d'une capacité à l'improvisation, l'état de la piste n'étant jamais parfaitement connu. Le contrôle de la voiture au-delà des limites d'adhérence est donc en général primordial (il est moins important sur macadam).
Des femmes ont couru des rallyes de championnat du monde (Marie-Claude Beaumont, Louise Aitken-Walker, Minna Sillankorva, Eija Jurvanen, Christine Driano, Isolde Holderied...), et en ont gagné (Pat Moss gagna le dernier véritable Liège-Rome-Liège en 1960). La plus connue est Michèle Mouton, qui est la première pilote professionnelle, et la première femme à gagner un rallye du championnat du monde 'moderne', au San Remo en 1981, sur une Audi Quattro. Elle rate de peu le titre de championne du monde en 1982, titre qui est remporté par Walter Röhrl. Les femmes pilotes en championnat du monde restent rares ; Michèle Mouton témoigna que la cohabitation était parfois difficile avec les autres pilotes, ainsi qu'avec les spectateurs qui la considéraient comme une « bête de foire ».
- Pilotes internationalement renommés, des championnats FIA/WRC (champions du monde), ERC (double vainqueurs et victoires), et IRC (double vainqueur et victoires) (ordre alphabétique ; ¹: pilotes toujours en activité en 2025) (*: 3 exceptions) :

- Markku Alén
- Gunnar Andersson
- Didier Auriol
- Giandomenico Basso¹
- Massimo Biasion
- Stig Blomqvist
- John Buffum*
- Richard Burns
- Erik Carlsson*
- Dario Cerrato
- Bernard Darniche
- Marcus Grönholm
- Juho Hänninen¹
- Simon Jean-Joseph¹
- Kajetan Kajetanowicz¹
- Juha Kankkunen
- Jan Kopecký¹
- Sébastien Loeb¹
- Alexey Lukyanuk (en)¹
- Tommi Mäkinen
- Colin McRae
- Andreas Mikkelsen¹
- Hannu Mikkola
- Michèle Mouton
- Sandro Munari
- Thierry Neuville¹
- Sébastien Ogier¹
- Hayden Paddon¹
- Walter Röhrl
- Luca Rossetti¹
- Kalle Rovanperä¹
- Carlos Sainz¹
- Timo Salonen
- Walter Schock
- Patrick Snijers
- Petter Solberg
- Fabrizio Tabaron
- Ott Tänak¹
- Renato Travaglia
- Jean Trévoux*
- Ari Vatanen
- Björn Waldegård
- Sobieslaw Zasada

- Pilotes internationalement titrés en rallye-raid (CCRWC, ou CMRTT) et en rallye:  Ari Vatanen (WRC),  Carlos Sainz (2WRC),  Krzysztof Hołowczyc (ERC), et  Nasser Al-Attiyah (10MERC).
- Pilotes confirmés du Championnat de France des rallyes (titres et victoires, asphalte et terre) (ordre alphabétique ; ¹: pilotes toujours en activité en 2025) :

- Jean-Claude Andruet
- Didier Auriol
- Bernard Béguin
- Patrick Bernardini
- Yoann Bonato¹
- Philippe Bugalski
- François Chatriot
- François Chauche
- Bernard Consten
- Jean-Marie Cuoq¹
- Bernard Darniche
- François Delecour
- Bernard Fiorentino
- Guy Fréquelin
- Patrick Henry
- Simon Jean-Joseph¹
- Gérard Larrousse
- Julien Maurin
- Sylvain Michel
- Gilles Nantet¹
- Jean-Pierre Nicolas
- Alain Oreille
- Gilles Panizzi
- Jean Ragnotti
- Jean-Pierre Richelmi
- Bruno Saby
- Stéphane Sarrazin¹
- Dany Snobeck
- Jean-Luc Thérier
- René Trautmann